# Temporada de tennis 2017
Selecció dels principals esdeveniments tennístics de l'any 2017 en categoria masculina, femenina i per equips.

## Federació Internacional de Tennis

### Grand Slams
Open d'Austràlia
| Categoria          | Campions                             | Finalistes                   | Resultat                |
| ------------------ | ------------------------------------ | ---------------------------- | ----------------------- |
| Individual masculí | Roger Federer                        | Rafael Nadal                 | 6−4, 3−6, 6−1, 3−6, 6−3 |
| Individual femení  | Serena Williams                      | Venus Williams               | 6−4, 6−4                |
| Dobles masculins   | Henri Kontinen John Peers            | Bob Bryan Mike Bryan         | 7−5, 7−5                |
| Dobles femenins    | Bethanie Mattek-Sands Lucie Šafářová | Andrea Hlaváčková Peng Shuai | 6−7(4), 6−3, 6−3        |
| Dobles mixts       | Abigail Spears Juan Sebastián Cabal  | Sania Mirza Ivan Dodig       | 6−2, 6−4                |

Roland Garros
| Categoria          | Campions                             | Finalistes                       | Resultat            |
| ------------------ | ------------------------------------ | -------------------------------- | ------------------- |
| Individual masculí | Rafael Nadal                         | Stan Wawrinka                    | 6−2, 6−3, 6−1       |
| Individual femení  | Jelena Ostapenko                     | Simona Halep                     | 4−6, 6−4, 6−3       |
| Dobles masculins   | Ryan Harrison Michael Venus          | Santiago González Donald Young   | 7−6(5), 6−7(4), 6−3 |
| Dobles femenins    | Bethanie Mattek-Sands Lucie Šafářová | Ashleigh Barty Casey Dellacqua   | 6−2, 6−1            |
| Dobles mixts       | Gabriela Dabrowski Rohan Bopanna     | Anna-Lena Grönefeld Robert Farah | 2−6, 6−2, [12−10]   |

Wimbledon
| Categoria          | Campions                           | Finalistes                      | Resultat                     |
| ------------------ | ---------------------------------- | ------------------------------- | ---------------------------- |
| Individual masculí | Roger Federer                      | Marin Čilić                     | 6−3, 6−1, 6−4                |
| Individual femení  | Garbiñe Muguruza                   | Venus Williams                  | 7−5, 6−0                     |
| Dobles masculins   | Łukasz Kubot Marcelo Melo          | Oliver Marach Mate Pavić        | 5−7, 7−5, 7−6(2), 3−6, 13−11 |
| Dobles femenins    | Iekaterina Makàrova Ielena Vesninà | Chan Hao-ching Monica Niculescu | 6−0, 6−0                     |
| Dobles mixts       | Jamie Murray Martina Hingis        | Henri Kontinen Heather Watson   | 6−4, 6−4                     |

US Open
| Categoria          | Campions                      | Finalistes                        | Resultat         |
| ------------------ | ----------------------------- | --------------------------------- | ---------------- |
| Individual masculí | Rafael Nadal                  | Kevin Anderson                    | 6−3, 6−3, 6−4    |
| Individual femení  | Sloane Stephens               | Madison Keys                      | 6−3, 6−0         |
| Dobles masculins   | Jean-Julien Rojer Horia Tecău | Feliciano López Marc López        | 6−4, 6−3         |
| Dobles femenins    | Chan Yung-jan Martina Hingis  | Lucie Hradecká Kateřina Siniaková | 6−3, 6−2         |
| Dobles mixts       | Martina Hingis Jamie Murray   | Chan Hao-Ching Micheal Venus      | 6−1, 4−6, [10−8] |

### Copa Davis

#### Quadre
|  | Primera ronda 3 - 5 de febrer                | Primera ronda 3 - 5 de febrer         | Primera ronda 3 - 5 de febrer |                                    |           | Quarts de final 7 - 9 d'abril | Quarts de final 7 - 9 d'abril                | Quarts de final 7 - 9 d'abril |   |   | Semifinals 15 - 17 de setembre | Semifinals 15 - 17 de setembre | Semifinals 15 - 17 de setembre |  |   | Final 24 - 26 de novembre | Final 24 - 26 de novembre | Final 24 - 26 de novembre |
|  |                                              |                                       |                               |                                    |           |                               |                                              |                               |   |   |                                |                                |                                |  |   |                           |                           |                           |
|  | Buenos Aires, Argentina (terra batuda)       |                                       |                               |                                    |           |                               |                                              |                               |   |   |                                |                                |                                |  |   |                           |                           |                           |
|  | 1                                            | Argentina                             | 2                             |                                    |           |                               |                                              |                               |   |   |                                |                                |                                |  |   |                           |                           |                           |
|  | 1                                            | Argentina                             | 2                             | Charleroi, Bèlgica (dura interior) |           |                               |                                              |                               |   |   |                                |                                |                                |  |   |                           |                           |                           |
|  |                                              | Itàlia                                | 3                             |                                    |           |                               |                                              |                               |   |   |                                |                                |                                |  |   |                           |                           |                           |
|  |                                              | Itàlia                                | 3                             |                                    | Itàlia    | 2                             |                                              |                               |   |   |                                |                                |                                |  |   |                           |                           |                           |
|  | Frankfurt del Main, Alemanya (dura interior) |                                       |                               |                                    | Itàlia    | 2                             |                                              |                               |   |   |                                |                                |                                |  |   |                           |                           |                           |
|  |                                              | 7                                     | Bèlgica                       | 3                                  |           |                               |                                              |                               |   |   |                                |                                |                                |  |   |                           |                           |                           |
|  | 7                                            | 7                                     | Bèlgica                       | 3                                  | Bèlgica   | 4                             |                                              |                               |   |   |                                |                                |                                |  |   |                           |                           |                           |
|  | 7                                            |                                       |                               |                                    | Bèlgica   | 4                             | Brussel·les, Bèlgica (terra batuda interior) |                               |   |   |                                |                                |                                |  |   |                           |                           |                           |
|  |                                              | Alemanya                              | 1                             |                                    |           |                               |                                              |                               |   |   |                                |                                |                                |  |   |                           |                           |                           |
|  |                                              |                                       |                               |                                    |           |                               | 7                                            | Bèlgica                       | 3 |   |                                |                                |                                |  |   |                           |                           |                           |
|  | Melbourne, Austràlia (dura)                  |                                       |                               |                                    |           |                               | 7                                            | Bèlgica                       | 3 |   |                                |                                |                                |  |   |                           |                           |                           |
|  |                                              |                                       | Austràlia                     | 2                                  |           |                               |                                              |                               |   |   |                                |                                |                                |  |   |                           |                           |                           |
|  | 4                                            | Txèquia                               | Austràlia                     | 2                                  | 1         |                               |                                              |                               |   |   |                                |                                |                                |  |   |                           |                           |                           |
|  | 4                                            | Txèquia                               | Brisbane, Austràlia (dura)    |                                    | 1         |                               |                                              |                               |   |   |                                |                                |                                |  |   |                           |                           |                           |
|  |                                              | Austràlia                             | 4                             |                                    |           |                               |                                              |                               |   |   |                                |                                |                                |  |   |                           |                           |                           |
|  |                                              | Austràlia                             | 4                             |                                    | Austràlia | 3                             |                                              |                               |   |   |                                |                                |                                |  |   |                           |                           |                           |
|  | Birmingham, Estats Units (dura interior)     |                                       |                               |                                    | Austràlia | 3                             |                                              |                               |   |   |                                |                                |                                |  |   |                           |                           |                           |
|  |                                              |                                       | Estats Units                  | 2                                  |           |                               |                                              |                               |   |   |                                |                                |                                |  |   |                           |                           |                           |
|  | 5                                            | Suïssa                                | Estats Units                  | 2                                  | 0         |                               |                                              |                               |   |   |                                |                                |                                |  |   |                           |                           |                           |
|  | 5                                            | Suïssa                                |                               |                                    | 0         |                               |                                              |                               |   |   |                                | Lilla, França (dura interior)  |                                |  |   |                           |                           |                           |
|  |                                              | Estats Units                          | 5                             |                                    |           |                               |                                              |                               |   |   |                                |                                |                                |  |   |                           |                           |                           |
|  |                                              |                                       |                               |                                    |           |                               |                                              |                               |   |   |                                |                                |                                |  |   |                           |                           |                           |
|  |                                              |                                       |                               |                                    |           |                               |                                              |                               |   |   |                                |                                |                                |  | 7 | Bèlgica                   | 2                         |                           |
|  | Tòquio, Japó (dura interior)                 |                                       |                               |                                    |           |                               |                                              |                               |   |   |                                |                                |                                |  | 7 | Bèlgica                   | 2                         |                           |
|  |                                              | 6                                     | França                        | 3                                  |           |                               |                                              |                               |   |   |                                |                                |                                |  |   |                           |                           |                           |
|  |                                              | 6                                     | França                        | 3                                  | Japó      | 1                             |                                              |                               |   |   |                                |                                |                                |  |   |                           |                           |                           |
|  |                                              | Rouen, França (terra batuda interior) |                               |                                    | Japó      | 1                             |                                              |                               |   |   |                                |                                |                                |  |   |                           |                           |                           |
|  | 6                                            | França                                | 4                             |                                    |           |                               |                                              |                               |   |   |                                |                                |                                |  |   |                           |                           |                           |
|  | 6                                            | França                                | 4                             |                                    | 6         | França                        | 4                                            |                               |   |   |                                |                                |                                |  |   |                           |                           |                           |
|  | Ottawa, Canadà (dura interior)               |                                       |                               |                                    | 6         | França                        | 4                                            |                               |   |   |                                |                                |                                |  |   |                           |                           |                           |
|  |                                              | 3                                     | Regne Unit                    | 1                                  |           |                               |                                              |                               |   |   |                                |                                |                                |  |   |                           |                           |                           |
|  |                                              | 3                                     | Regne Unit                    | 1                                  | Canadà    | 2                             |                                              |                               |   |   |                                |                                |                                |  |   |                           |                           |                           |
|  |                                              |                                       |                               |                                    | Canadà    | 2                             | Lilla, França (terra batuda)                 |                               |   |   |                                |                                |                                |  |   |                           |                           |                           |
|  | 3                                            | Regne Unit                            | 3                             |                                    |           |                               |                                              |                               |   |   |                                |                                |                                |  |   |                           |                           |                           |
|  | 3                                            | Regne Unit                            | 3                             |                                    |           |                               |                                              |                               |   | 6 | França                         | 3                              |                                |  |   |                           |                           |                           |
|  | Niš, Sèrbia (dura interior)                  |                                       |                               |                                    |           |                               |                                              |                               |   | 6 | França                         | 3                              |                                |  |   |                           |                           |                           |
|  |                                              | 8                                     | Sèrbia                        | 1                                  |           |                               |                                              |                               |   |   |                                |                                |                                |  |   |                           |                           |                           |
|  |                                              | 8                                     | Sèrbia                        | 1                                  | Rússia    | 0                             |                                              |                               |   |   |                                |                                |                                |  |   |                           |                           |                           |
|  |                                              | Belgrad, Sèrbia (dura interior)       |                               |                                    | Rússia    | 0                             |                                              |                               |   |   |                                |                                |                                |  |   |                           |                           |                           |
|  | 8                                            | Sèrbia                                | 4                             |                                    |           |                               |                                              |                               |   |   |                                |                                |                                |  |   |                           |                           |                           |
|  | 8                                            | Sèrbia                                | 4                             |                                    | 8         | Sèrbia                        | 4                                            |                               |   |   |                                |                                |                                |  |   |                           |                           |                           |
|  | Osijek, Croàcia (dura interior)              |                                       |                               |                                    | 8         | Sèrbia                        | 4                                            |                               |   |   |                                |                                |                                |  |   |                           |                           |                           |
|  |                                              |                                       | Espanya                       | 1                                  |           |                               |                                              |                               |   |   |                                |                                |                                |  |   |                           |                           |                           |
|  |                                              | Espanya                               | Espanya                       | 1                                  | 3         |                               |                                              |                               |   |   |                                |                                |                                |  |   |                           |                           |                           |
|  |                                              | Espanya                               |                               |                                    | 3         |                               |                                              |                               |   |   |                                |                                |                                |  |   |                           |                           |                           |
|  | 2                                            | Croàcia                               | 2                             |                                    |           |                               |                                              |                               |   |   |                                |                                |                                |  |   |                           |                           |                           |

#### Final
| · França · 3 | Stade Pierre Mauroy, Villeneuve-d'Ascq, França 24 − 26 de novembre de 2017 Dura interior | Stade Pierre Mauroy, Villeneuve-d'Ascq, França 24 − 26 de novembre de 2017 Dura interior | · Bèlgica · 2 |     |      |     |   |  |
| \| \| \| \| 1 \| 2 \| 3 \| 4 \| 5 \| \| \| - \| ---------------- \| ------------------------------------------------------------------------ \| ---- \| --- \| ---- \| --- \| - \| \| \| 1 \| França · Bèlgica \| Lucas Pouille David Goffin \| 5 7 \| 3 6 \| 1 6 \| \| \| \| \| 2 \| França · Bèlgica \| Jo-Wilfried Tsonga Steve Darcis \| 6 3 \| 6 2 \| 6 1 \| \| \| \| \| 3 \| França · Bèlgica \| Richard Gasquet / Pierre-Hugues Herbert Ruben Bemelmans / Joris De Loore \| 6 1 \| 3 6 \| 7 6² \| 6 4 \| \| \| \| 4 \| França · Bèlgica \| Jo-Wilfried Tsonga David Goffin \| 6⁵ 7 \| 3 6 \| 2 6 \| \| \| \| \| 5 \| França · Bèlgica \| Lucas Pouille Steve Darcis \| 6 3 \| 6 1 \| 6 0 \| \| \| \| |                                                                                          |                                                                                          |               |     |      |     |   |  |
| |                                                                                          |                                                                                          | 1             | 2   | 3    | 4   | 5 |  |
| 1 | França · Bèlgica                                                                         | Lucas Pouille David Goffin                                                               | 5 7           | 3 6 | 1 6  |     |   |  |
| 2 | França · Bèlgica                                                                         | Jo-Wilfried Tsonga Steve Darcis                                                          | 6 3           | 6 2 | 6 1  |     |   |  |
| 3 | França · Bèlgica                                                                         | Richard Gasquet / Pierre-Hugues Herbert Ruben Bemelmans / Joris De Loore                 | 6 1           | 3 6 | 7 6² | 6 4 |   |  |
| 4 | França · Bèlgica                                                                         | Jo-Wilfried Tsonga David Goffin                                                          | 6⁵ 7          | 3 6 | 2 6  |     |   |  |
| 5 | França · Bèlgica                                                                         | Lucas Pouille Steve Darcis                                                               | 6 3           | 6 1 | 6 0  |     |   |  |

| Copa Davis 2017     |
| ------------------- |
| França · Desè títol |

### Copa Federació

#### Quadre
|  | Primera ronda 11 - 12 de febrer          | Primera ronda 11 - 12 de febrer | Primera ronda 11 - 12 de febrer |                                            |         | Semifinals 22 - 23 d'abril | Semifinals 22 - 23 d'abril     | Semifinals 22 - 23 d'abril |   |  | Final 11 - 12 de novembre | Final 11 - 12 de novembre | Final 11 - 12 de novembre |
|  |                                          |                                 |                                 |                                            |         |                            |                                |                            |   |  |                           |                           |                           |
|  | Ostrava, República Txeca (dura interior) |                                 |                                 |                                            |         |                            |                                |                            |   |  |                           |                           |                           |
|  | 1                                        | Txèquia                         | 3                               |                                            |         |                            |                                |                            |   |  |                           |                           |                           |
|  | 1                                        | Txèquia                         | 3                               | Wesley Chapel, Estats Units (terra batuda) |         |                            |                                |                            |   |  |                           |                           |                           |
|  |                                          | Espanya                         | 2                               |                                            |         |                            |                                |                            |   |  |                           |                           |                           |
|  |                                          | Espanya                         | 2                               | 1                                          | Txèquia | 2                          |                                |                            |   |  |                           |                           |                           |
|  | Maui, Estats Units (dura)                |                                 |                                 | 1                                          | Txèquia | 2                          |                                |                            |   |  |                           |                           |                           |
|  |                                          |                                 | Estats Units                    | 3                                          |         |                            |                                |                            |   |  |                           |                           |                           |
|  | 3                                        | Alemanya                        | Estats Units                    | 3                                          | 0       |                            |                                |                            |   |  |                           |                           |                           |
|  | 3                                        | Alemanya                        |                                 |                                            | 0       |                            | Minsk, Belarús (dura interior) |                            |   |  |                           |                           |                           |
|  |                                          | Estats Units                    | 4                               |                                            |         |                            |                                |                            |   |  |                           |                           |                           |
|  |                                          |                                 |                                 |                                            |         |                            |                                | Estats Units               | 3 |  |                           |                           |                           |
|  | Minsk, Belarús (dura interior)           |                                 |                                 |                                            |         |                            |                                | Estats Units               | 3 |  |                           |                           |                           |
|  |                                          |                                 | Belarús                         | 2                                          |         |                            |                                |                            |   |  |                           |                           |                           |
|  |                                          | Belarús                         | Belarús                         | 2                                          | 4       |                            |                                |                            |   |  |                           |                           |                           |
|  |                                          | Belarús                         | Minsk, Belarús (dura interior)  |                                            | 4       |                            |                                |                            |   |  |                           |                           |                           |
|  | 4                                        | Països Baixos                   | 1                               |                                            |         |                            |                                |                            |   |  |                           |                           |                           |
|  | 4                                        | Països Baixos                   | 1                               |                                            |         | Belarús                    | 3                              |                            |   |  |                           |                           |                           |
|  | Ginebra, Suïssa (dura interior)          |                                 |                                 |                                            |         | Belarús                    | 3                              |                            |   |  |                           |                           |                           |
|  |                                          |                                 | Suïssa                          | 2                                          |         |                            |                                |                            |   |  |                           |                           |                           |
|  |                                          | Suïssa                          | Suïssa                          | 2                                          | 4       |                            |                                |                            |   |  |                           |                           |                           |
|  |                                          | Suïssa                          |                                 |                                            | 4       |                            |                                |                            |   |  |                           |                           |                           |
|  | 2                                        | França                          | 1                               |                                            |         |                            |                                |                            |   |  |                           |                           |                           |

#### Final
| · Belarús · 2 | Chizhovka Arena, Minsk, Belarús 11 - 12 de novembre de 2017 Dura interior | Chizhovka Arena, Minsk, Belarús 11 - 12 de novembre de 2017 Dura interior | · Estats Units · 3 |      |     |  |
| \| \| \| \| 1 \| 2 \| 3 \| \| \| - \| ---------------------- \| ----------------------------------------------------------------------- \| ---- \| ---- \| --- \| \| \| 1 \| Belarús · Estats Units \| Aliaksandra Sasnovich Coco Vandeweghe \| 4 6 \| 4 6 \| \| \| \| 2 \| Belarús · Estats Units \| Arina Sabalenka Sloane Stephens \| 6 3 \| 3 6 \| 6 4 \| \| \| 3 \| Belarús · Estats Units \| Arina Sabalenka Coco Vandeweghe \| 6⁵ 7 \| 1 6 \| \| \| \| 4 \| Belarús · Estats Units \| Aliaksandra Sasnovich Sloane Stephens \| 4 6 \| 6 1 \| 6 \| \| \| 5 \| Belarús · Estats Units \| Arina Sabalenka / Aliaksandra Sasnovich Shelby Rogers / Coco Vandeweghe \| 3 6 \| 63 7 \| \| \| |                                                                           |                                                                           |                    |      |     |  |
| |                                                                           |                                                                           | 1                  | 2    | 3   |  |
| 1 | Belarús · Estats Units                                                    | Aliaksandra Sasnovich Coco Vandeweghe                                     | 4 6                | 4 6  |     |  |
| 2 | Belarús · Estats Units                                                    | Arina Sabalenka Sloane Stephens                                           | 6 3                | 3 6  | 6 4 |  |
| 3 | Belarús · Estats Units                                                    | Arina Sabalenka Coco Vandeweghe                                           | 6⁵ 7               | 1 6  |     |  |
| 4 | Belarús · Estats Units                                                    | Aliaksandra Sasnovich Sloane Stephens                                     | 4 6                | 6 1  | 6   |  |
| 5 | Belarús · Estats Units                                                    | Arina Sabalenka / Aliaksandra Sasnovich Shelby Rogers / Coco Vandeweghe   | 3 6                | 63 7 |     |  |

| Copa Federació 2017          |
| ---------------------------- |
| Estats Units · Divuitè títol |

### Copa Hopman
Grup A
| Pos. | País       | V | D | Partits | Sets   | Jocs     |
| ---- | ---------- | - | - | ------- | ------ | -------- |
| 1    | França     | 3 | 0 | 7 − 2   | 14 − 6 | 88 − 78  |
| 2    | Suïssa     | 2 | 1 | 6 − 3   | 14 − 7 | 104 − 78 |
| 3    | Alemanya   | 1 | 2 | 3 − 6   | 8 − 11 | 81 − 80  |
| 4    | Regne Unit | 0 | 3 | 1 − 8   | 4 − 16 | 64 − 101 |

Grup B
| Pos. | País         | V | D | Partits | Sets    | Jocs     |
| ---- | ------------ | - | - | ------- | ------- | -------- |
| 1    | Estats Units | 3 | 0 | 8 − 1   | 17 − 6  | 110 − 77 |
| 2    | Espanya      | 2 | 1 | 4 − 5   | 10 − 10 | 84 − 83  |
| 3    | Txèquia      | 1 | 2 | 3 − 6   | 8 − 14  | 88 − 101 |
| 4    | Austràlia    | 0 | 3 | 3 − 6   | 8 − 13  | 79 − 98  |

#### Final
| · França · 2 | Perth Arena, Perth, Austràlia 7 de gener de 2017 Dura interior | Perth Arena, Perth, Austràlia 7 de gener de 2017 Dura interior    | · Estats Units · 1 |     |      |  |
| \| \| \| \| 1 \| 2 \| 3 \| \| \| - \| --------------------- \| ----------------------------------------------------------------- \| --- \| --- \| ---- \| \| \| 1 \| França · Estats Units \| Richard Gasquet Jack Sock \| 6 3 \| 5 7 \| 7 6⁶ \| \| \| 2 \| França · Estats Units \| Kristina Mladenovic CoCo Vandeweghe \| 4 6 \| 5 7 \| \| \| \| 3 \| França · Estats Units \| Kristina Mladenovic / Richard Gasquet CoCo Vandeweghe / Jack Sock \| 4 1 \| 4 3 \| \| \| |                                                                |                                                                   |                    |     |      |  |
| |                                                                |                                                                   | 1                  | 2   | 3    |  |
| 1 | França · Estats Units                                          | Richard Gasquet Jack Sock                                         | 6 3                | 5 7 | 7 6⁶ |  |
| 2 | França · Estats Units                                          | Kristina Mladenovic CoCo Vandeweghe                               | 4 6                | 5 7 |      |  |
| 3 | França · Estats Units                                          | Kristina Mladenovic / Richard Gasquet CoCo Vandeweghe / Jack Sock | 4 1                | 4 3 |      |  |

| Copa Hopman 2017     |
| -------------------- |
| França · Segon títol |

## ATP World Tour

### ATP World Tour Finals
- Classificats individuals:  Rafael Nadal,  Roger Federer,  Alexander Zverev,  Dominic Thiem,  Marin Čilić,  Grigor Dimitrov,  David Goffin,  Jack Sock
- Classificats dobles:  Łukasz Kubot /  Marcelo Melo,  Henri Kontinen /  John Peers,  Jean-Julien Rojer /  Horia Tecău,  Jamie Murray /  Bruno Soares,  Bob Bryan /  Mike Bryan,  Ryan Harrison /  Michael Venus,  Pierre-Hugues Herbert /  Nicolas Mahut,  Ivan Dodig /  Marcel Granollers

| Categoria  | Campiones                 | Finalistes                | Resultat      |
| ---------- | ------------------------- | ------------------------- | ------------- |
| Individual | Grigor Dimitrov           | David Goffin              | 7−5, 4−6, 6−3 |
| Dobles     | Henri Kontinen John Peers | Łukasz Kubot Marcelo Melo | 6−4, 6−2      |

### ATP World Tour Masters 1000
| Torneig      | Individual       | Individual           | Individual    | Dobles                              | Dobles                               | Dobles              |
| Torneig      | Campió           | Finalista            | Resultat      | Campions                            | Finalistes                           | Resultat            |
| ------------ | ---------------- | -------------------- | ------------- | ----------------------------------- | ------------------------------------ | ------------------- |
| Indian Wells | Roger Federer    | Stan Wawrinka        | 6−4, 7−5      | Raven Klaasen Rajeev Ram            | Lukasz Kubot Marcelo Melo            | 6−7(1), 6−4, [10−8] |
| Miami        | Roger Federer    | Rafael Nadal         | 6−3, 6−4      | Łukasz Kubot Marcelo Melo           | Nicholas Monroe Jack Sock            | 7−5, 6−3            |
| Montecarlo   | Rafael Nadal     | Albert Ramos Viñolas | 6−1, 6−3      | Rohan Bopanna Pablo Cuevas          | Feliciano López Marc López           | 6−3, 3−6, [10−4]    |
| Madrid       | Rafael Nadal     | Dominic Thiem        | 7−6(8), 6−4   | Łukasz Kubot Marcelo Melo           | Nicolas Mahut Édouard Roger-Vasselin | 7−5, 6−3            |
| Roma         | Alexander Zverev | Novak Đoković        | 6−4, 6−3      | Pierre-Hugues Herbert Nicolas Mahut | Ivan Dodig Marcel Granollers         | 4−6, 6−4, [10−3]    |
| Mont-real    | Alexander Zverev | Roger Federer        | 6−3, 6−4      | Pierre Hugues Herbert Nicolas Mahut | Rohan Bopanna Ivan Dodig             | 6−4, 3−6, [10−6]    |
| Cincinnati   | Grigor Dimitrov  | Nick Kyrgios         | 6−3, 7−5      | Pierre Hugues Herbert Nicolas Mahut | Jamie Murray Bruno Soares            | 7−6(6), 6−4         |
| Xangai       | Roger Federer    | Rafael Nadal         | 6−4, 6−3      | Henri Kontinen John Peers           | Łukasz Kubot Marcelo Melo            | 6−4, 6−2            |
| París        | Jack Sock        | Filip Krajinović     | 5−7, 6−4, 6−1 | Łukasz Kubot Marcelo Melo           | Ivan Dodig Marcel Granollers         | 7−6(3), 3−6, [10−6] |

## WTA Tour

### WTA Finals
- Classificades individuals:  Garbiñe Muguruza,  Simona Halep,  Karolína Plísková,  Elina Svitolina,  Venus Williams,  Caroline Wozniacki,  Jeļena Ostapenko,  Caroline Garcia
- Classificades dobles: Chan Yung-jan /  Martina Hingis,  Iekaterina Makàrova /  Ielena Vesninà,  Ashleigh Barty /  Casey Dellacqua,  Tímea Babos /  Andrea Hlaváčková,  Gabriela Dabrowski /  Xu Yifan,  Andreja Klepac /  María José Martínez Sánchez,  Kiki Bertens /  Johanna Larsson

| Categoria  | Campiones                     | Finalistes                   | Resultat         |
| ---------- | ----------------------------- | ---------------------------- | ---------------- |
| Individual | Caroline Wozniacki            | Venus Williams               | 6−4, 6−4         |
| Dobles     | Tímea Babos Andrea Hlaváčková | Kiki Bertens Johanna Larsson | 4−6, 6−4, [10−5] |

### WTA Elite Trophy
- Classificades individuals:  Kristina Mladenovic,  CoCo Vandeweghe,  Sloane Stephens,  Anastassia Pavliutxénkova,  Anastasija Sevastova,  Ielena Vesninà,  Julia Görges,  Angelique Kerber,  Ashleigh Barty,  Magdaléna Rybáriková,  Barbora Strýcová,  Peng Shuai
- Classificades dobles:  Raluca Olaru /  Olga Savchuk,  Alicja Rosolska /  Anna Smith,  Lu Jingjing /  Zhang Shuai,  Duan Yingying /  Han Xinyun,  Jiang Xinyu /  Tang Qianhui,  Liang Chen /  Yang Zhaoxuan

| Categoria  | Campiones               | Finalistes               | Resultat    |
| ---------- | ----------------------- | ------------------------ | ----------- |
| Individual | Julia Görges            | CoCo Vandeweghe          | 7−5, 6−1    |
| Dobles     | Lu Jingjing Zhang Shuai | Duan Yingying Han Xinyun | 7−6(3), 6−3 |

### WTA Premier Tournaments
| Torneig        | Individual          | Individual          | Individual          | Dobles                               | Dobles                             | Dobles             |
| Torneig        | Campiona            | Finalista           | Resultat            | Campiones                            | Finalistes                         | Resultat           |
| -------------- | ------------------- | ------------------- | ------------------- | ------------------------------------ | ---------------------------------- | ------------------ |
| Brisbane       | Karolína Plísková   | Alizé Cornet        | 6−0, 6−3            | Bethanie Mattek-Sands Sania Mirza    | Iekaterina Makàrova Ielena Vesninà | 6−2, 6−3           |
| Sydney         | Johanna Konta       | Agnieszka Radwańska | 6−4, 6−2            | Tímea Babos A. Pavliutxénkova        | Sania Mirza Barbora Strýcová       | 6−4, 6−4           |
| St. Petersburg | Kristina Mladenovic | Yulia Putintseva    | 6−2, 6−7(3), 6−4    | Jeļena Ostapenko Alicja Rosolska     | Darija Jurak Xenia Knoll           | 3−6, 6−2, [10−5]   |
| Doha           | Karolína Plísková   | Caroline Wozniacki  | 6−3, 6−4            | Abigail Spears Katarina Srebotnik    | Olga Savchuk Iaroslava Xvédova     | 6−3, 7−6(7)        |
| Dubai          | Elina Svitolina     | Caroline Wozniacki  | 6−4, 6−2            | Iekaterina Makàrova Ielena Vesninà   | Andrea Hlaváčková Peng Shuai       | 6−2, 4−6, [10−7]   |
| Indian Wells   | Ielena Vesninà      | Svetlana Kuznetsova | 6−7(6), 7−5, 6−4    | Chan Yung-jan Martina Hingis         | Lucie Hradecká Kateřina Siniaková  | 7−6(4), 6−2        |
| Miami          | Johanna Konta       | Caroline Wozniacki  | 6−4, 6−3            | Gabriela Dabrowski Xu Yifan          | Sania Mirza Barbora Strýcová       | 6−4, 6−3           |
| Charleston     | Dària Kassàtkina    | Jeļena Ostapenko    | 6−3, 6−1            | Bethanie Mattek-Sands Lucie Šafářová | Lucie Hradecká Kateřina Siniaková  | 6−1, 4−6, [10−7]   |
| Stuttgart      | Laura Siegemund     | Kristina Mladenovic | 6−1, 2−6, 7−6(5)    | Raquel Atawo Jeļena Ostapenko        | Abigail Spears Katarina Srebotnik  | 6−4, 6−4           |
| Madrid         | Simona Halep        | Kristina Mladenovic | 7−5, 6−7(5), 6−2    | Chan Yung-jan Martina Hingis         | Tímea Babos Andrea Hlaváčková      | 6−4, 6−3           |
| Roma           | Elina Svitolina     | Simona Halep        | 4−6, 7−5, 6−1       | Chan Yung-jan Martina Hingis         | Iekaterina Makàrova Ielena Vesninà | 7−5, 7−6(4)        |
| Birmingham     | Petra Kvitová       | Ashleigh Barty      | 4-6, 6-3, 6-2       | Ashleigh Barty Casey Dellacqua       | Chan Hao-Ching Zhang Shuai         | 6-1, 2-6, [10-8]   |
| Eastbourne     | Karolína Plíšková   | Caroline Wozniacki  | 6−4, 6−4            | Chan Yung-Jan Martina Hingis         | Ashleigh Barty Casey Dellacqua     | 6−3, 7−5           |
| Stanford       | Madison Keys        | CoCo Vandeweghe     | 7−6(4), 6−4         | Abigail Spears CoCo Vandeweghe       | Alizé Cornet Alicja Rosolska       | 6−2, 6−3           |
| Toronto        | Elina Svitolina     | Caroline Wozniacki  | 6−4, 6−0            | Iekaterina Makàrova Ielena Vesninà   | Anna-Lena Grönefeld Květa Peschke  | 6−0, 6−4           |
| Cincinnati     | Garbiñe Muguruza    | Simona Halep        | 6−1, 6−0            | Chan Yung-Jan Martina Hingis         | Hsieh Su-wei Monica Niculescu      | 4−6, 6−4, [10−7]   |
| New Haven      | Daria Gavrilova     | Dominika Cibulková  | 4−6, 6−3, 6−4       | Gabriela Dabrowski Xu Yifan          | Ashleigh Barty Casey Dellacqua     | 3−6, 6−3, [10−8]   |
| Tòquio         | Caroline Wozniacki  | A. Pavliutxénkova   | 6−0, 7−5            | Andreja Klepač M.J. Martínez Sánchez | Daria Gavrilova Dària Kassàtkina   | 6−3, 6−2           |
| Wuhan          | Caroline Garcia     | Ashleigh Barty      | 6−7(3), 7−6(4), 6−2 | Chan Yung-jan Martina Hingis         | Shuko Aoyama Yang Zhaoxuan         | 7−6(5), 3−6 [10−4] |
| Pequín         | Caroline Garcia     | Simona Halep        | 6−4, 7−6(3)         | Chan Yung-jan Martina Hingis         | Tímea Babos Andrea Hlaváčková      | 6−1, 6−4           |
| Moscou         | Julia Görges        | Dària Kassàtkina    | 6−1, 6−2            | Tímea Babos Andrea Hlaváčková        | Nicole Melichar Anna Smith         | 6−2, 3−6, [10−3]   |